# 毛利名人
毛利名人（もうりめいじん、1966年9月7日 - ）または毛利永世名人（もうりえいせいめいじん）は、日本のゲーマー、ゲームライター、編集者。本名は毛利 公信（もうり きみのぶ）。東京都渋谷区出身。

## 概要
『スターフォース』でのキャラバン（会場は札幌のデパート）が名人としてのデビュー。1日で約700人も集め、当日だけで『スターフォース』を500本近く売り上げた。
ファミコン名人ではハドソンの先輩であった高橋名人に次ぐ人物として知られ、日本におけるプロゲーマーの先駆的存在である。
野性味あふれるキャラクターを押し出していた高橋名人に対し、毛利名人はすらりとした体躯もあいまって、また高橋との競合を避ける意味で、ハドソンは理論派的な印象のキャラクターに設定し「力の高橋・技の毛利」と言われていた。1986年には先輩の高橋名人との対決を描いた映画『GAME KING 高橋名人VS毛利名人 激突!大決戦』に主演。
高橋名人の16連打に対し、毛利のそれは14連打（実際は9〜10連打とも）と数は劣るものの、高橋よりもテクニックは上であり高橋の命中率が80%であるのに対し毛利は90%ったため、互角の実力と紹介された。
ハドソンは『チャンピオンシップロードランナー』全面クリア達成者にナンバー入りのゴールド認定証を発行していたが、毛利名人はその3000人目の達成者で当時、同作品の広告に顔写真付きで紹介されたことがある。以後、同社のゲーム大会などに名人として司会者も兼ねて出演。大会の全国キャラバンでも西日本を高橋名人、東日本を毛利名人が担当するなど、高橋とほぼ同格の扱いを受けるようになった。
テレビ東京系『ファミっ子大集合』内の「ファミっ子チャレンジランド」のコーナーにて、難易度の高い『忍者龍剣伝』を挑戦者である当時の小学生9人相手にもかかわらず、あっさりと放送時間内（放送収録時間内）に一人だけ全面クリアするという離れ業を数回やるほどの腕前。『悪魔城ドラキュラ』でも最低装備でボスのドラキュラを無傷で倒す離れ業を披露した。
グランツーリスモシリーズなど、車ゲームが得意なのはゲーム界で有名であり、20代で購入した愛車フェラーリを現在も大事にしていることからこの手のジャンルには一際熱心に攻略をし続けていた。
東京理科大学在学中からファッションには無頓着で、ジーンズの中に襟付きシャツを入れるスタイルを好んでおり、今に至る。

## 所属の誤解
「毛利名人はコナミ所属」という誤解が多いが、ハドソンのアルバイト社員を経てのフリーランスだった。
当時ハドソン社員であった高橋名人によると、当初毛利が自作の同人誌を持って自己紹介してきたので、ゲーム好きの青年と見て、会った翌週ハドソンに招き、会話の流れからスターフォースをプレイさせた所高得点を取ったので、そのまま説得し本人の同意を得た上でバイトとして雇い、当時展開していた全国キャラバンに“毛利名人”として用いたのが業界に関わり名前を売る切っ掛けであった。
しかし、ハドソンとのアルバイト契約期間が残っていたまま、「毛利名人」として当時ハドソンのライバル社であったコナミ（当時の社名はコナミ工業）のファミコン版『グラディウス』のゲーム大会のゲストに招かれた様子が雑誌に掲載された。その結果、無断で他社のイベントに参加していた事が発覚し、ハドソン側がこれを激怒の上で問題視し、同社より正式にアルバイト契約を解除されて退社した。「毛利名人はコナミ所属」という誤解は、コナミのファミコンゲーム攻略ムック発売に起因するとされる。
その後ハドソンは、そのコナミに合併された。

## 「名人」の後
ファミ通在籍時代
1989年にアスキーの面接を受け、『ファミコン通信』（現『ファミ通』）編集部に入る。主にアーケードゲーム紹介コーナーの「ビデヲゲーム通信」や、『グランツーリスモ』などレースゲームの攻略などを担当した。編集部に入った後も本名ではなく通称の「毛利名人」と誌上でも呼称されていた。当時同誌にて連載中だった鈴木みその漫画『あんたっちゃぶる』や『おとなのしくみ』にもゲストキャラクターとして何度か出演した。「スーパーモウリ29（歳）」という『スーパーマリオ64』の攻略企画ではスーパーマリオ風の格好をするなど、お笑い要員としても活躍。入れ替わりの激しい同誌の編集部内では、古参の1人として長期在籍の貴重な人物だったが、2008年10月3日号から『ファミ通』の編集スタッフから外れた。
フリーランス時代
現在はフリーランスで各所で活動中。2011年6月から11月まで、ブログ『毛利名人のネバーエンディングゲームズ』をファミ通.comにて連載していた。全47回（本来は45回で終わる予定だった）。同年9月1日木曜日に日本テレビで放映された『夜遊び三姉妹』では、高橋名人と久々に再会しテレビ出演した。